# Sriracha

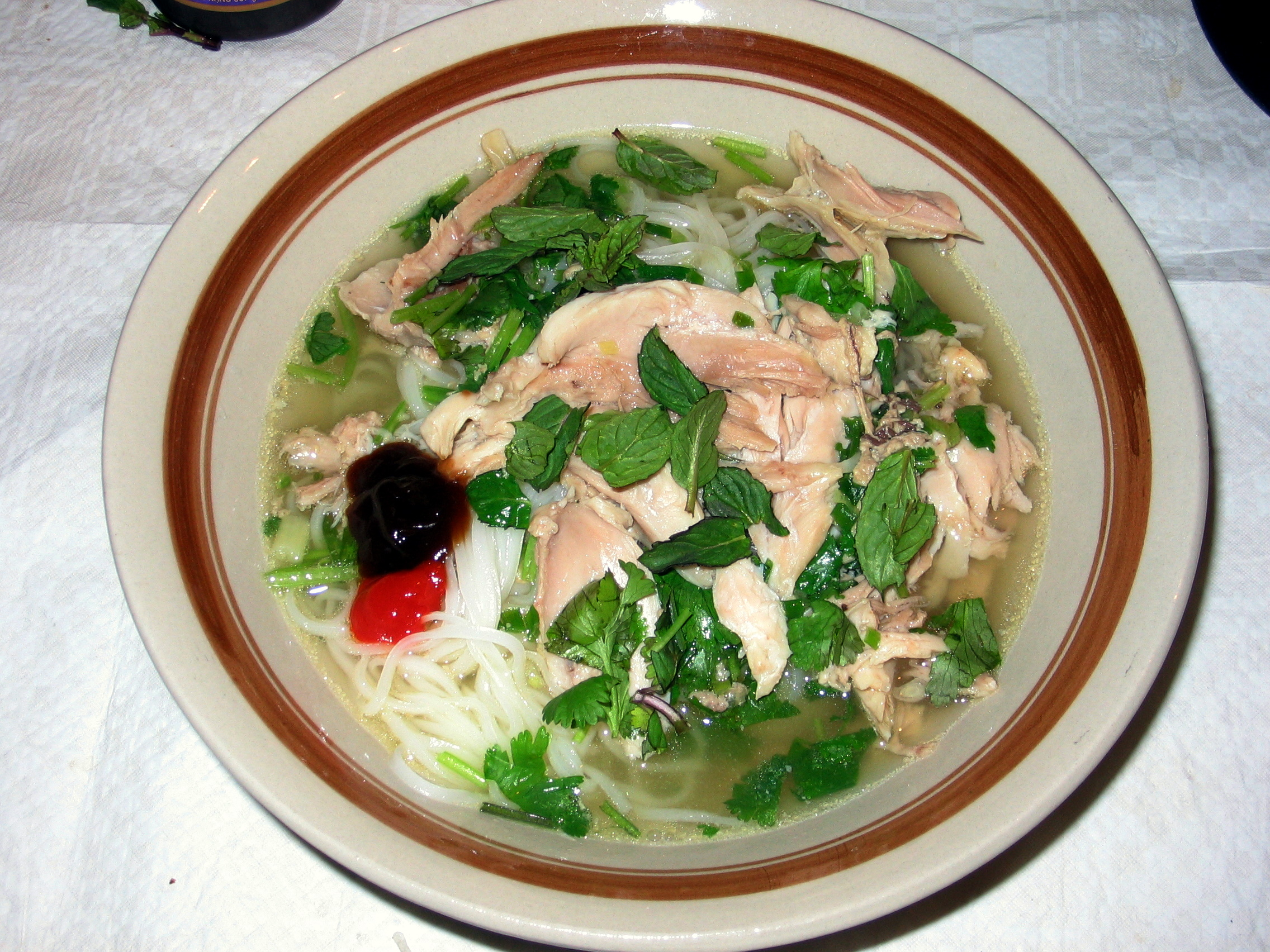
Un Phở vietnamita con un «golpe» de sriracha (rojo) y salsa hoisin (marrón).

Sriracha o chili (ají) fermentado (en tailandés: ศรีราชา pronunciaciónⓘ) es el nombre genérico empleado para denominar a una salsa picante procedente del sureste de Asia muy popular en Tailandia. Su nombre proviene de la ciudad ubicada en la playa Sri Racha, donde inicialmente fue producida casi como un producto local. La salsa se hizo muy popular al traspasar su ámbito local llegándose a convertir en una salsa de carácter internacional. Se hace con chile maduro, vinagre, ajo, azúcar y sal. En la escala de picante de Scoville puntúa 2 000.

## Características
Tiene un sabor dulce entre sabroso y picante, es popular en muchas partes del mundo debido a su característico aroma. No es una salsa de un fuerte sabor picante. Es de uso frecuente como condimento para el phở, junto con la salsa hoisin. Nunca se utiliza en los fideos o las sopas en Tailandia; en su lugar es de uso frecuente como salsa para mojar, particularmente para los mariscos (generalmente almejas) y verduras. También se utiliza como salsa picante, especialmente en los alimentos asiáticos servidos en los restaurantes asiáticos. Cuando se habla de Sriracha en algunos países anglosajones se refiere comúnmente «salsa de gallo» («rooster sauce») debido a que la botella suele traer la imagen de un gallo.

## Usos
El empleo creciente de sriracha en diferentes puestos de comida rápida a lo largo de diversas partes de Europa y de Estados Unidos hace que se pueda emplear en muy diversas preparaciones como pueden ser los alitas de pollo, las patatas fritas, como condimento en diversos sándwiches y hamburguesas, salsas para la pasta, huevo duro e incluso mezclado con queso parmesano. Existen preparaciones en las que se mezcla sriracha con el kétchup. Su uso para condimentar sopas es muy conocido en la cocina asiática.